# Особливець Сергій Анатолійович
Сергій Анатолійович Особливець — полковник ЗСУ. Лицар ордену Богдана Хмельницького ІІІ ступеня.

## Життєпис
Указом президента 13 березня 2022 року нагороджений орденом Богдана Хмельницького ІІІ ступеня.
В 2024 призначений командиром новоствореної 158-ї механізованої бригади.